# Uluğ Bek
Ulug Bek (Ciagatai الغ‌ بیگ; in persiano الغ‌بیگ‎; tartaro: улуг бе́к, pron. Uluğ Bek; Soltaniyeh, 22 marzo 1394 – 27 ottobre 1449) fu un sovrano dell'Impero timuride, oltreché un importante matematico ed astronomo.
L'appellativo con cui è comunemente noto non è tanto un nome personale quanto piuttosto un esornativo, liberamente traducibile come Grande (Ulu) Signore (Bek), ed era l'equivalente turki del titolo persiano-arabo di Tamerlano, ovvero Amīr-e Kabīr. Il suo vero nome era invece Mīrzā Mohammed Taragai bin Shāhrukh. Uluğ Bek fu un personaggio di assoluto spicco per il suo operato nell'ambito della matematica e delle scienze connesse all'astronomia, ovvero trigonometria e geometria sferica, che lo fecero conoscere e stimare anche nell'Occidente cristiano coevo.

## Biografia

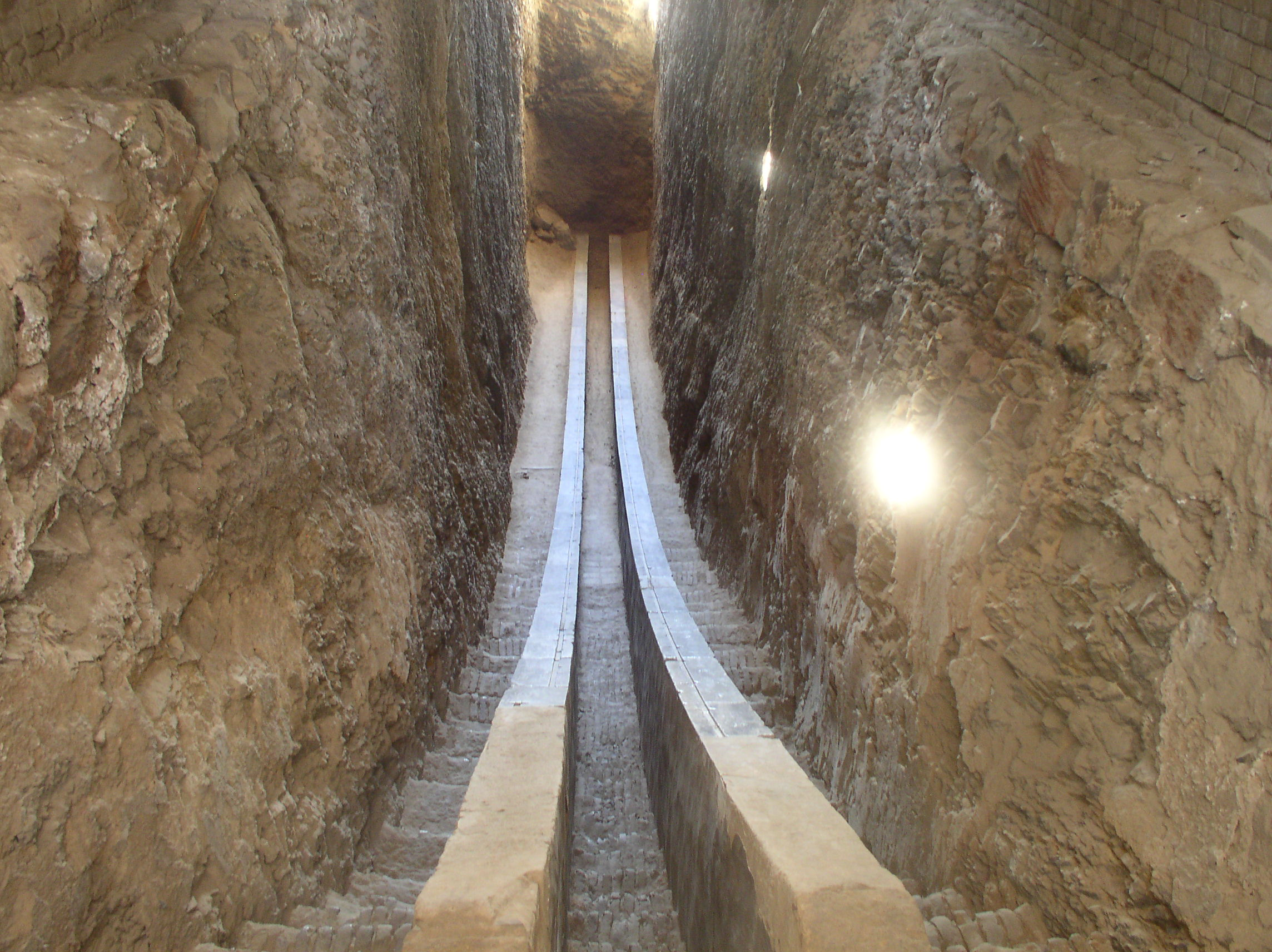
Parte del gigantesco sestante astronomico dell'osservatorio di Uluğ Bek a Samarcanda

Era nipote del conquistatore Tamerlano (1336-1405) in quanto ultimo figlio di Shah Rukh, primo effettivo successore di Tamerlano in Transoxiana (ora Uzbekistan) sul trono dei Timuridi - una dinastia fondata dallo stesso conquistatore, che discendeva dalla tribù mongola dei Barlas. Sua madre era la nobile persiana Goharshad. Da Uluğ Bek, e di conseguenza da Tamerlano, discese poi Bābur, fondatore della dinastia Mogol in India.
Nato a Solṭāniyeh (Persia), da ragazzo Uluğ Bek vagabondò per buona parte di Medio Oriente e India a mano a mano che il nonno espandeva le sue conquiste in quella vastissima area geografica. Alla morte di Tamerlano e con il proprio insediamento sul trono dei Timuridi (prima, per 40 anni, in veste di reggente del padre Shāh Rukh, ritiratosi presso una comunità religiosa islamica, e poi per altri 2 come sovrano a pieno titolo), si stanziò a Samarcanda, già capitale dei suoi predecessori. Fu assassinato da suo figlio ʿAbd al-Laṭīf, che si era ribellato a lui.
Il sovrano adolescente, profondamente affezionato al nonno e al padre, si impegnò strenuamente in loro nome per trasformare la città nel centro intellettuale dell'impero timuride. Tra il 1417 e il 1420 edificò sulla famosa piazza del Registan l'altrettanto famosa Madrasa ("università" o "istituto") che prese il nome da lui, invitandovi a studiare numerosi astronomi e matematici musulmani. La figura di maggior rilievo nell'ambito della matematica fu sicuramente Ghiyath al-Kashi (circa 1370 - 1429).

## Astronomia
I suoi interessi personali si concentravano sull'astronomia, per cui nel 1428 si fece costruire un enorme osservatorio detto Gurkhani Zij, simile a quello che sarebbe poi stato successivamente l'Uraniborg di Tycho Brahe. Non disponeva di telescopi nel senso moderno del termine ma utilizzando il cosiddetto “Sestante Fakhri", che aveva un raggio di circa 36 metri e una separabilità ottica di 180 secondi di arco, fece osservazioni e misure della posizione degli astri di una precisione mai raggiunta prima e a lungo ineguagliata. Con l'ausilio di tale strumento nel 1437 compilò lo Zij-i Sultani, generalmente considerato il più grande catalogo di stelle tra quelli di Tolomeo e Tycho Brahe.
I gravi errori che scoprì negli analoghi cataloghi arabi (dovuti al fatto che gli autori si erano limitati a copiare da Tolomeo, aggiungendo alle longitudini l'effetto della precessione), lo indussero a rideterminare la posizione di 992 stelle fisse, a cui ne aggiunse 27 dal Libro delle stelle fisse (964) del persiano (903 - 986) ʿAbd al-Raḥmān al-Ṣūfī (in persiano عبد الرحمان صوفی‎), troppo meridionali per poter essere osservate da Samarcanda. Questo catalogo, il primo originale dai tempi di Tolomeo, fu pubblicato da Thomas Hyde a Oxford nel 1665 con il titolo Tabulae longitudinis et latitudinis stellarum fixarum ex observatione Ulubeighi, quindi nel 1767 da G. Sharpe e nel 1843 da Francis Baily nel volume XIII dei Memoirs of the Royal Astronomical Society.
Nel 1437 Uluğ Bek determinò la lunghezza dell'anno siderale in 365.2570370...d = 365d 6h 10m 8s (con un errore di +58s). Nelle sue misurazioni nell'ambito di molti anni si era servito di uno gnomone alto 50 metri. Tale valore fu migliorato di 28s da Copernico (1473 - 1543), il quale ricorse alla stima dell'arabo mesopotamico Thābit ibn Qurra ibn Marwān (826 - 901) (in arabo ثابت بن قرة بن مروان‎?), approssimata a +2s. In onore di questi conseguimenti nell'ambito dell'astronomia, il tedesco Johann Heinrich von Mädler chiamò Ulugh Beigh un cratere lunare di 54 km di diametro nella sua mappa della Luna (1830).